# Calycoseris
 Calycoseris   A.Gray, 1853 è un genere di piante angiosperme dicotiledoni della famiglia delle Asteraceae.

## Etimologia
Il nome del genere ( Calycoseris) deriva due parole della lingua greca antica e alludono ad alcuni caratteri morfologici degli acheni.
Il nome scientifico del genere è stato definito dal botanico Asa Gray (1810 - 1888) nella pubblicazione " Smithsonian Contributions to Knowledge. Washington, DC" ( Smithsonian Contr. Knowl. 5(6): 104) del 1853.

## Descrizione

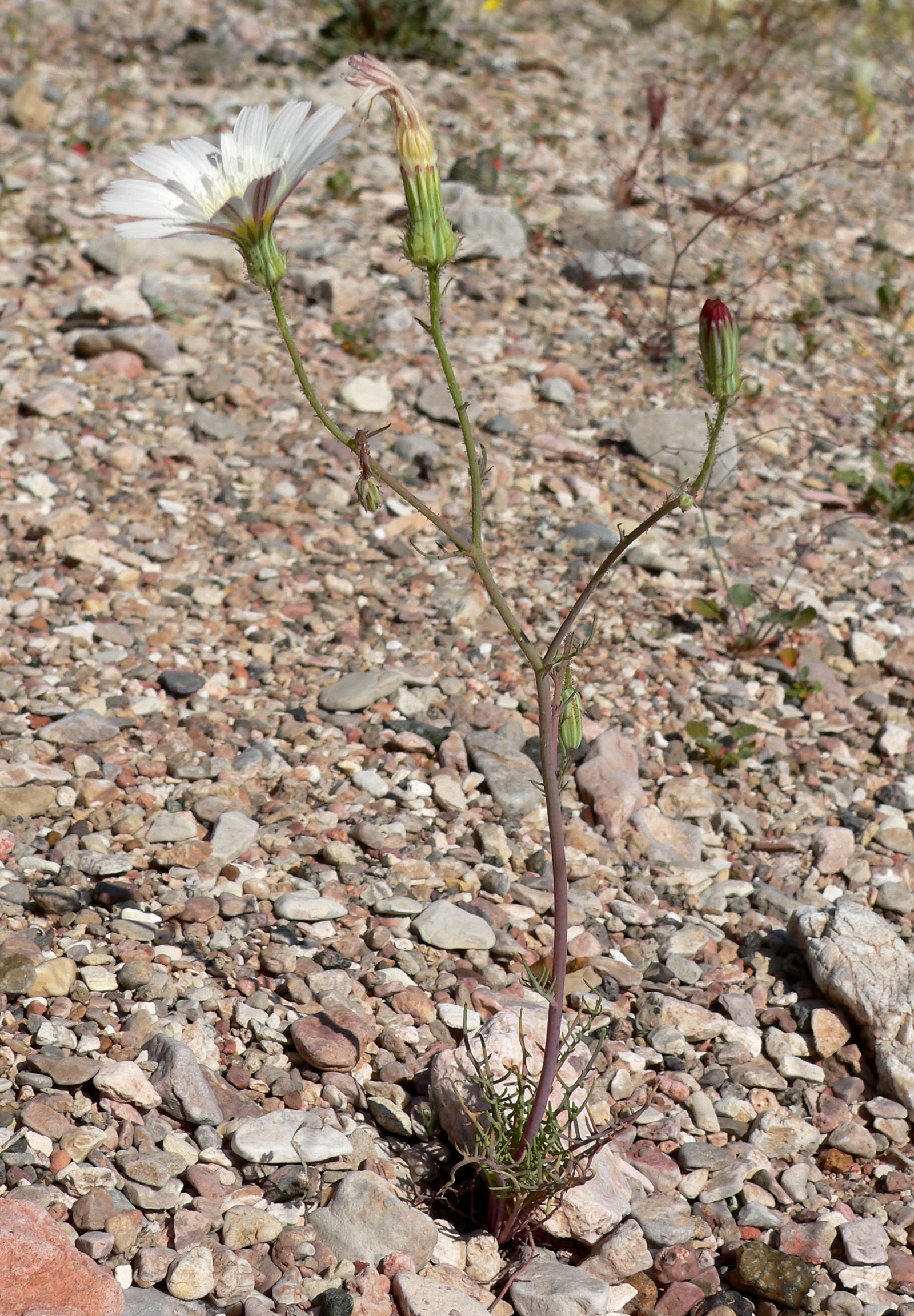
Il portamento
Calycoseris wrightii

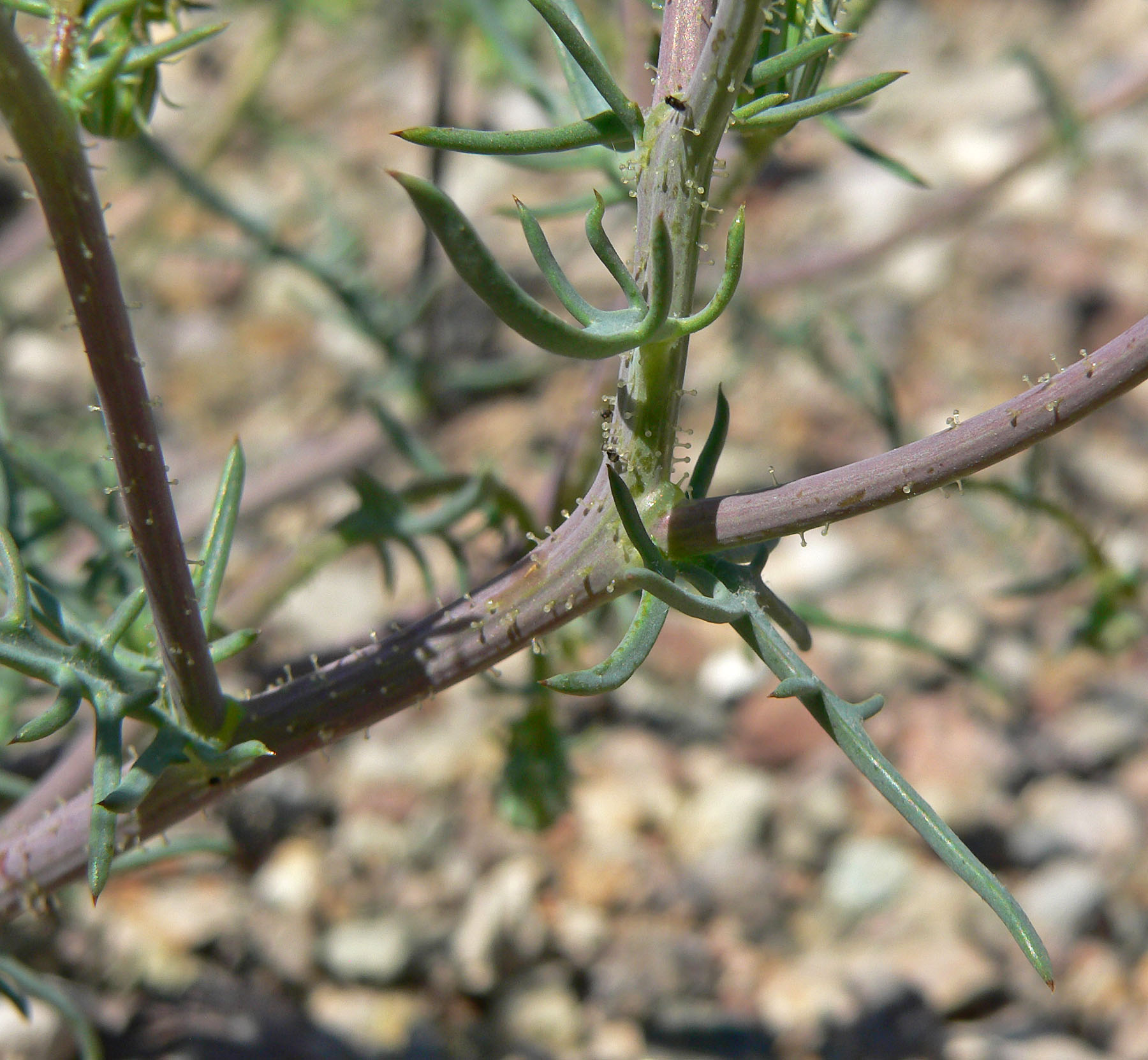
Le foglie
Calycoseris wrightii

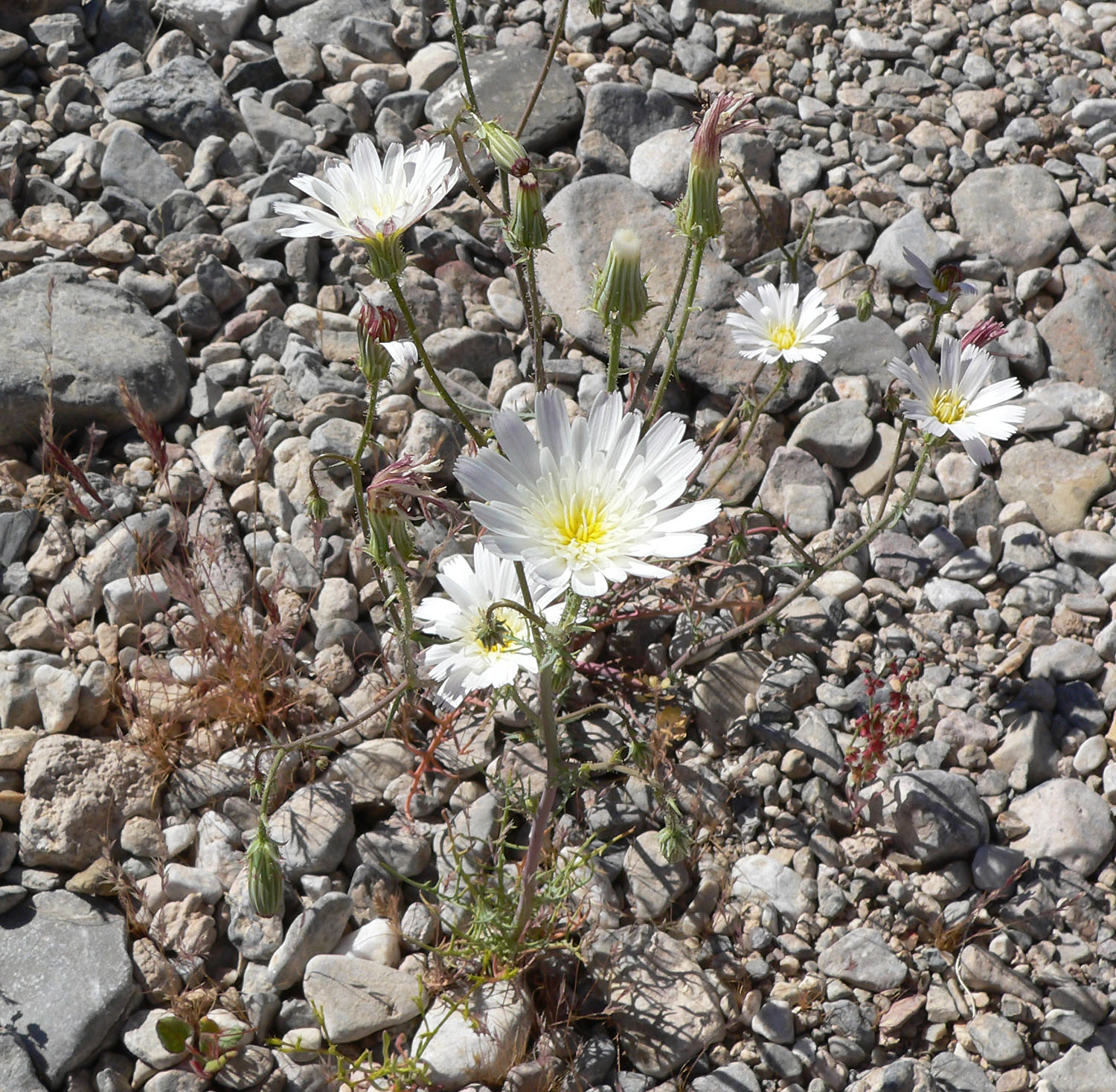
Infiorescenza
Calycoseris wrightii

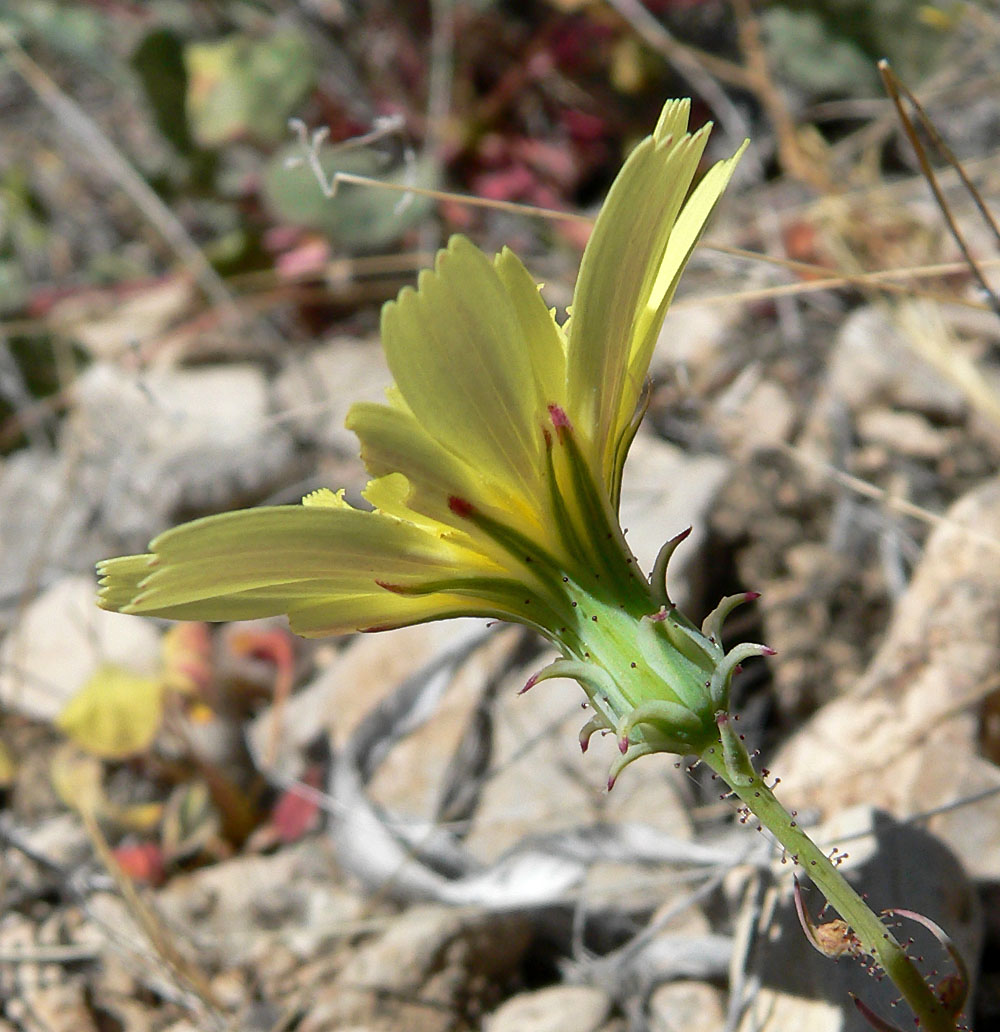
I fiori
Calycoseris parryi

Habitus. Le specie di questo genere, con cicli biologici annuali, sono piante non molto alte. Tutte le specie del gruppo sono provviste di latice. Tutte le parti della pianta sono punteggiate di ghiandole corte, stipitate e con apice piatto.
Fusto. I fusti (1 - 3 per pianta), in genere eretti e ascendenti, sono di solito solitari e mediamente ramificati. Le radici in genere sono di tipo fittonante. Altezza media delle piante: 5 – 30 cm.
Foglie. Sono presenti sia foglie formanti delle rosette basali che cauline con disposizione alterna. Le lamine delle foglie basali sono pennato-lobate (con lobi stretti e lineari), quelle distali sono più ridotte strette e lineari. La superficie può essere ricoperta da peli semplici o ramificati.
Infiorescenza. L'infiorescenza è composta da uno o più capolini terminali. I capolini, solamente di tipo ligulifloro, sono formati da un involucro portato da un peduncolo (lungo 1 – 3 cm e non gonfio) e sotteso da un calice formato da 8 - 16 brattee riflesse e disuguali. L'involucro, a forma campanulata, a sua volta è composto da 12 - 20 brattee (o squame) disposte su una o due serie all'interno delle quali un ricettacolo fa da base ai fiori ligulati. Le brattee hanno dei margini scariosi e delle forme lineari-lanceolate con apici acuti. Il ricettacolo, alla base dei fiori, è nudo (senza pagliette) e minutamente ispido (ogni fiorellino è sotteso da una fine setola capillare). Diametro dell'involucro: 5 – 12 mm.
Fiori. I fiori (in numero di 25), tutti ligulati, sono tetra-ciclici (ossia sono presenti 4 verticilli: calice – corolla – androceo – gineceo) e pentameri (ogni verticillo ha in genere 5 elementi). I fiori sono ermafroditi, fertili e zigomorfi.
- Formula fiorale:

*/x K {\displaystyle \infty }, [C (5), A (5)], G 2 (infero), achenio
- Calice: i sepali del calice sono ridotti ad una coroncina di squame.
- Corolla: le corolle sono formate da un tubo e da una ligula terminante con 5 denti; il colore varia da giallo a bianco.
- Androceo: gli stami sono 5 con filamenti liberi e distinti, mentre le antere sono saldate in un manicotto (o tubo) circondante lo stilo.[12] Le antere sono codate e allungate con una appendice apicale; i filamenti sono lisci. Il polline è tricolporato e di colore arancio.[13]
- Gineceo: lo stilo è filiforme. Gli stigmi dello stilo sono due divergenti, corti, smussati e ricurvi con la superficie stigmatica posizionata internamente (vicino alla base).[14] L'ovario è infero uniloculare formato da 2 carpelli.

Frutti. I frutti sono degli acheni con pappo. Gli acheni, colorati di marrone chiaro, hanno una forma conica con un corto becco terminale (non sono compressi); in alcuni casi gli acheni sono provvisti di 5 coste longitudinali. Il pappo si compone di peli o setole snelle (50 - 60 setole bianche connate alla base e 5 - 8 setole lisce) tutte su una sola serie.

## Biologia
- Impollinazione: l'impollinazione avviene tramite insetti (impollinazione entomogama tramite farfalle diurne e notturne).
- Riproduzione: la fecondazione avviene fondamentalmente tramite l'impollinazione dei fiori (vedi sopra).
- Dispersione: i semi (gli acheni) cadendo a terra sono successivamente dispersi soprattutto da insetti tipo formiche (disseminazione mirmecoria). In questo tipo di piante avviene anche un altro tipo di dispersione: zoocoria. Infatti gli uncini delle brattee dell'involucro (se presenti) si agganciano ai peli degli animali di passaggio disperdendo così anche su lunghe distanze i semi della pianta.

## Distribuzione e habitat
La distribuzione è unicamente Americana (USA sud-occidentali e Messico settentrionale).

## Tassonomia
La famiglia di appartenenza di questa voce (Asteraceae o Compositae, nomen conservandum) probabilmente originaria del Sud America, è la più numerosa del mondo vegetale, comprende oltre 23.000 specie distribuite su 1.535 generi, oppure 22.750 specie e 1.530 generi secondo altre fonti (una delle checklist più aggiornata elenca fino a 1.679 generi). La famiglia attualmente (2021) è divisa in 16 sottofamiglie.

### Filogenesi
Il genere di questa voce appartiene alla sottotribù Microseridinae della tribù Cichorieae (unica tribù della sottofamiglia Cichorioideae). In base ai dati filogenetici la sottofamiglia Cichorioideae è il terz'ultimo gruppo che si è separato dal nucleo delle Asteraceae (gli ultimi due sono Corymbioideae e Asteroideae). La sottotribù Microseridinae fa parte del "quinto" clade della tribù; in questo clade insieme alla sottotribù Cichoriinae forma un "gruppo fratello".
I seguenti caratteri sono distintivi per la sottotribù:
- il polline è colorato di arancio;
- la distribuzione è relativa al Nuovo Mondo.

Alcuni Autori, considerando l'estensione della sottotribù, l'hanno suddivisa in 8 entità (o alleanze) informali. Il genere di questa voce è stato associato al gruppo Alleanza Malacothrix formata da Anisocoma, Atrichoseris, Calycoseris e Malacothrix. Il genere di questa voce in precedenti classificazioni era descritto all'interno della sottotribù (non più valida) Malacothricinae.
I caratteri distintivi per le specie di questo genere sono:
- il ciclo biologico è annuo;
- il ricettacolo è nudo;
- gli acheni hanno il becco;
- il pappo è biancastro.

Il numero cromosomico della specie è: 2n = 14 e 18 (specie diploidi).

### Elenco delle specie
Questo genere ha 2 specie:
- Calycoseris parryi A.Gray
- Calycoseris wrightii A.Gray